# Теракян, Арам Рубенович
Арам Рубенович Теракян (1946—2012) — бывший советский спортивный гимнаст, мастер спорта СССР; также тренер, Заслуженный тренер РСФСР и судья всесоюзной категории по спортивной гимнастике.

## Биография
Родился в 1946 году в Ростове-на-Дону, где и жил.
Будучи подростком, занялся спортивной гимнастикой, его тренером был Александр Михайлович Сафьянов. Теракян стал мастером спорта СССР, неоднократно выигрывал золотые медали чемпионатов СССР и Вооруженных сил СССР.
Окончив карьеру спортсмена, стал тренером, удостоен звания Заслуженный тренер РСФСР; также работал судьёй всесоюзной категории по спортивной гимнастике. В Советском Союзе Арам Рубенович считался одним из лучших тренеров в мужской спортивной гимнастике. Он много лет был государственным тренером сборной СССР по Ростовской области и возглавлял областную федерацию гимнастики.
После окончания карьеры тренера, работал заведующим учебной частью спортивной школы олимпийского резерва № 2 и заместителем председателя спортивного комитета Ростовской области.
Умер в 2012 году.
Дети Арама Рубеновича также достигли больших успехов в спортивной гимнастике. Его сын Рубен Арамович — неоднократный призёр различных турниров по спортивной гимнастике. Внук Рубен Лукьянович Теракян (род. 2006) является двукратным чемпионом Ростовской области по прыжкам на батуте среди юношей.
В Ростове-на-Дону проводится турнир, посвящённый памяти мастера спорта СССР, заслуженного тренера РСФСР, многократного победителя Всесоюзных соревнований, легендарного донского гимнаста Теракяна Арама Рубеновича.